# Litsea palmatinervia
Litsea palmatinervia là loài thực vật có hoa trong họ Nguyệt quế. Loài này được (Meisn.) Drake miêu tả khoa học đầu tiên năm 1892.